# 柳沢信俊
柳沢 信俊（やなぎさわ のぶとし）は、戦国時代から江戸時代初期にかけての武将・旗本。甲斐武田氏、徳川氏の家臣。柳沢吉保の祖父。

## 略歴
天文17年（1548年）、武川衆・青木信立の三男として誕生、初め青木源七郎長俊と名乗った。武川衆は、甲斐源氏・武田氏の一族である一条時信を祖とする辺境武士集団であり、武田家家臣団に組み込まれていた。青木氏は当時、武川衆の頭領の立場にあった。
元亀元年（1570年）1月、名門横手氏を継いでいた実兄・横手信国が駿河国花沢城攻めで討死すると、長俊は武田晴信（信玄）の命令で、後嗣が居なかった横手家の名跡を継いだ。併せて、晴信より偏諱を受けて諱を信俊と改めた。元亀3年（1572年）、三方ヶ原の戦いに参戦し、山県昌景の下で戦功を挙げた。天正3年（1575年）5月には、長篠の戦いに従軍、敗戦に終わるものの、武田勝頼の下で本陣を守り、何度も敵兵を押し返す働きをした。
天正8年（1580年）10月、上野国膳城素肌攻めの際に、同じく武川衆の柳沢信兼が軍令違反のため勝頼より切腹を命じられた。信兼の死後、勝頼は切腹を命じたことを行き過ぎであったと後悔し、柳沢家が途絶えることを惜しんで、この戦いで功績のあった信俊に恩賞として柳沢家の名跡が与えられ、同時に名を柳沢兵部丞信俊と改めた。
天正10年（1582年）3月、織田信長の攻撃を受けた天目山の戦いにおいて甲斐武田家が滅亡した後は、他の武川衆一同と共に徳川家康に仕えた。同じ頃北条氏直が武川衆を味方にするため使者を送るも、信俊は米倉忠継、折井次昌らと共に使者を討ち取り家康に献上した他、北条側の小屋（砦）を攻め破った。天正10年（1582年）8月16日には 、家康より甲斐国柳沢郷に72貫800文の地を与えられ、同年12月には朱印状を得た。天正12年（1584年）、小牧の戦いの際には信濃国勝間砦を守り、終結後は尾張国一宮城の守備を担当した。天正13年（1585年）、第一次上田合戦では、妻子を人質に出したうえで大久保忠世の許で戦功を挙げ、感状を得た。天正17年（1589年）には、甲斐甲府城番を務め、同年に領地を加増された。
天正18年（1590年）、豊臣秀吉の小田原征伐に従軍し、同年8月に家康が関東に移封となると、信俊は武蔵国鉢形領内に230石を与えられた。天正19年（1591年）、陸奥国岩手沢で起きた九戸政実の乱（九戸一揆）鎮圧のため、大久保忠世に従い出陣した。天正20年（1592年）、文禄・慶長の役の際には、兵船を作るために伊豆山で木材の伐採を命じられた。その後、慶長5年（1600年）、関ヶ原の戦いでは徳川秀忠に従い大久保忠隣の許で第二次上田合戦に加わった。慶長19年（1614年）11月30日、大坂冬の陣の最中に知行地で病死した。享年67。

## 系譜
- 父：青木信立 - 信親
- 母：漆戸左京亮某娘
- 室：石原昌明娘
  - 三男：柳沢安吉（1595-1686）
  - 四男：柳沢安忠（1602-1687）
- 生母不明の子女
  - 男子：横手源七郎
  - 男子：曽根孫右衛門 - 曽根内膳某の養子
  - 女子：米倉永時室
  - 女子：高屋吉久室
- 養子
  - 女子：折井次吉室 - 曽根内膳某娘